# St. Nikolaus (Nabburg)

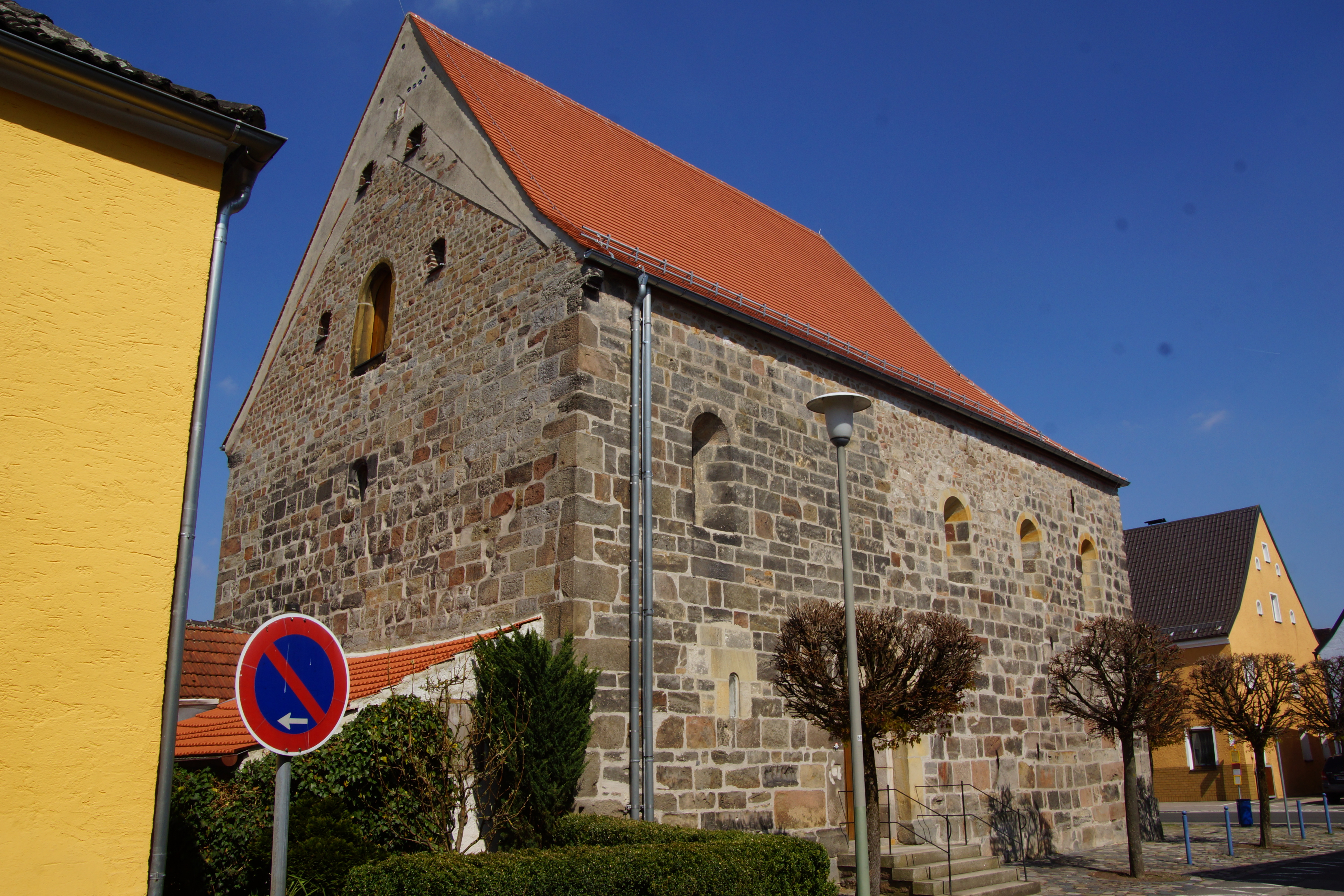
St. Nikolaus in Nabburg

Die römisch-katholische, denkmalgeschützte Filialkirche St. Nikolaus steht in der Vorstadt Venedig von Nabburg, einer Stadt im Landkreis Schwandorf der Oberpfalz. Die Kirche gehört zum Bistum Regensburg. Das Bauwerk ist unter der Denkmalnummer D-3-76-144-60 als Baudenkmal in die Bayerische Denkmalliste eingetragen. Kirchenpatron ist Nikolaus von Myra.

## Beschreibung
Die ursprünglich dreischiffige Hallenkirche aus Quadermauerwerk, die mit einem Fußwalm bedeckt ist, wurde in der Mitte des 12. Jahrhunderts errichtet. Die Bogenfenster markieren die ehemalige Einteilung der Joche. Nach der Säkularisation wurden die Apsis im Osten des Langhauses und ihr Kreuzgratgewölbe abgebrochen. Auf der Empore im Westen befand sich der Altar. Von der Empore führte eine Wendeltreppe auf den Dachboden. Ab 1964 wurde die profanierte Kirche wieder restauriert und 1970 erneut eingeweiht. Auf die vollständige Rekonstruktion wurde verzichtet. 